# Портовик (футбольный клуб, Ильичёвск)
«Портовик» — украинский профессиональный футбольный клуб из города Ильичёвск Одесской области. Участвовал во Второй лиге.
Матчи проводил на стадионе «Портовик», рассчитанном на 2500 мест.
Цвета формы: бело-голубые.

## История
Команда создана в 1962 году.
В начале 90-х годов носила название «Энергия».
До 1995 года выступала в соревнованиях коллективов физкультуры.
Победитель зонального турнира чемпионата Украины 1994/95 среди любителей.
Чемпион Одесской области 1971, 1975, 1977, 1979.
Обладатель Кубка Одесской области 1970, 1973, 1979.
Прекратила своё существование из-за финансовых проблем после сезона 2001/02.

## «Портовик» в чемпионате Украины среди любителей
В сезонах (1992/93 — 1994/95) команда играла в чемпионате Украины среди любителей и стала победителем зонального турнира, дающего право играть во Второй лиге.
| Год     | Этап, группа | И  | В  | Н  | П  | РМ     | О   | Место   |
| ------- | ------------ | -- | -- | -- | -- | ------ | --- | ------- |
| 1992/93 | 6 группа     | 26 | 11 | 5  | 10 | 37−27  | 27  | 7 из 14 |
| 1993/94 | 6 группа     | 32 | 17 | 6  | 9  | 50−36  | 40  | 4 из 17 |
| 1994/95 | 6 группа     | 32 | 24 | 5  | 3  | 62−25  | 77  | 1 из 17 |
| Всего:  | 3 турнира    | 90 | 52 | 16 | 22 | 149−88 | 172 |         |

- Самая крупная победа: 8:0 («Строитель», Ильичёвск, сезон 1992/93)

Лучший бомбардир — Алексей Чукарин (23 мяча).

## «Портовик» в чемпионатах Украины
В чемпионатах Украины (1995/96 — 2001/02) команда провела 216 игр, в которых одержала 82 победы, 45 ничьих, 89 поражений, разница мячей 230—272. Лучший результат в группе «Б» второй лиги — 4-е место (1999/00).
Первый матч в чемпионатах Украины команда сыграла 6 августа 1995 года в посёлке Комсомольское Донецкой области против донецкого «Шахтёра-2»; хозяева победили 5:0.
| Год     | Лига, группа     | И   | В  | Н  | П  | РМ      | О   | Место    |
| ------- | ---------------- | --- | -- | -- | -- | ------- | --- | -------- |
| 1995/96 | Вторая, группа Б | 38  | 14 | 5  | 19 | 30−56   | 47  | 14 из 20 |
| 1996/97 | Вторая, группа Б | 32  | 11 | 7  | 14 | 27−28   | 40  | 11 из 17 |
| 1997/98 | Вторая, группа Б | 32  | 10 | 10 | 12 | 36−45   | 40  | 10 из 17 |
| 1998/99 | Вторая, группа Б | 26  | 11 | 8  | 7  | 33−31   | 41  | 5 из 14  |
| 1999/00 | Вторая, группа Б | 26  | 13 | 3  | 10 | 39−37   | 42  | 4 из 14  |
| 2000/01 | Вторая, группа Б | 28  | 7  | 5  | 16 | 26−40   | 26  | 11 из 15 |
| 2001/02 | Вторая, группа Б | 34  | 16 | 7  | 11 | 39−35   | 55  | 7 из 18  |
| Всего:  | 7 турниров       | 216 | 82 | 45 | 89 | 230−272 | 291 |          |

- Самые крупные победы: 4:0 (ФК «Черкассы-2», 10 сентября 2000 года, Ильичёвск)
- Самое крупное поражение: 0:7 («Виктор», 14 июня 1996 года, Запорожье)

Больше всех игр провел Игорь Павлов — 185. Лучший бомбардир — Владимир Данильченко (30 мячей).

## «Портовик» в Кубке Украины
В розыгрышах Кубка Украины (1995/96- 2001/02) «Портовик» провёл 21 игру, в которых одержал 9 побед, 3 ничьих, 9 поражений, разница мячей 19—21. Лучшее достижение — выход в 1/16 финала (1996/97).
Первый матч в Кубке команда сыграла 1 августа 1995 года в городе Смела против смелянского «Локомотива», в котором выиграла по пенальти 5:3 (основное время — 1:1).
| Год       | Этап         | И  | В | Н | П | РМ    | О  |
| --------- | ------------ | -- | - | - | - | ----- | -- |
| 1995/1996 | 1/32 финала  | 3  | 1 | 1 | 1 | 3−5   | 4  |
| 1996/97   | 1/16 финала  | 4  | 3 | 1 | 0 | 7−2   | 10 |
| 1997/98   | 1/128 финала | 1  | 0 | 0 | 1 | 0−0   | 0  |
| 1998/99   | 1/128 финала | 2  | 0 | 0 | 2 | 1−7   | 0  |
| 1999/00   | 1/128 финала | 1  | 0 | 0 | 1 | 0−0   | 0  |
| 2000/01   | 1/256 финала | 1  | 0 | 0 | 1 | 0−2   | 0  |
| 2001/02   | 4-й этап     | 8  | 5 | 1 | 2 | 8−5   | 16 |
| Всего:    | 7 турниров   | 21 | 9 | 3 | 9 | 19−21 | 30 |

- Самая крупная победа: 3:0 (СК «Николаев», 15 сентября 1996 года, Ильичёвск)
- Самое крупное поражение: 0:4 (СК «Одесса», 29 августа 1998 года, Одесса)

Больше всех игр провели Александр Краснянский — 16. Лучший бомбардир — Александр Краснянский (3 мяча).

## Главные тренеры в истории клуба
- Василий Москаленко
- Евгений Алдошин
- Ахмед Алескеров
- Игорь Савельев
- Алексей Чукарин